# Jogos Olímpicos de Inverno de 2002
Os Jogos Olímpicos de Inverno de 2002 (oficialmente denominados XIX Jogos Olímpicos de Inverno) foram um evento multiesportivo realizado em Salt Lake City, Utah, Estados Unidos, entre 8 e 24 de fevereiro.
A região metropolitana de Salt Lake City foi a área mais populosa a receber os Jogos Olímpicos de Inverno até então. Durante os dezesseis dias de disputas, 2.399 atletas de 77 países competiram em quinze modalidades de sete esportes.
O número de países participantes bateu recorde, embora dois escândalos tenham marcado a edição: um na eleição (com distribuição de presentes e dinheiro, em troca de votos para a cidade americana) e outro na disputa da patinação artística (com manipulação dos resultados da competição de duplas envolvendo franceses e russos). Também houve polêmicas envolvendo o excesso de segurança e o ufanismo dos americanos. Vários atletas entraram para história, conquistando todas as medalhas de ouro possíveis em seus esportes ou incluindo seus países na lista dos medalhistas olímpicos de inverno.
Os Jogos tiveram como mascotes o coiote Copper, a lebre-americana Powder e o urso Coal, que representaram o lema olímpico "Citius, Altius, Fortis". O logotipo representou um floco de neve com as cores do solo de Utah - branco, azul e laranja. As medalhas, que pela primeira vez na história olímpica trouxeram o nome da prova, foram desenhadas no formato das rochas encontradas nos rios do estado sede e pesaram entre 454 e 567 gramas.

## Processo de eleição
Salt Lake City havia se candidatado outras duas vezes para sediar os Jogos Olímpicos de Inverno. Na última, para os Jogos de 1998, perdeu por uma diferença de quatro votos para Nagano, no Japão. A derrota foi atribuída a melhor campanha e lobby por parte dos japoneses. Para 2002, a candidatura americana decidiu investir estrategicamente, oferecendo diversos presentes e vantagens a membros do Comitê Olímpico Internacional. Pelas regras do COI, uma cidade candidata precisaria obter maioria absoluta dos votos para ser escolhida sede. A cidade americana conseguiu mais de 60% dos votos disponíveis logo na primeira rodada, recebendo assim o direito de organizar os Jogos de 2002.
O escândalo envolvendo a eleição ganhou foco em dezembro de 1998, gerando pedidos de demissões de membros do Comitê Organizador nos meses seguintes. A investigação do COI gerou a expulsão de um membro e a suspensão de outro. O episódio foi classificado, pelo então presidente do COI Juan Antonio Samaranch, o pior escândalo já enfrentado por ele em seus vinte e um anos de presidência.

## Sedes
Nos Jogos de Salt Lake City, foram usadas sedes na cidade e na montanha. Alguns locais foram construídos especialmente para o eventos, enquanto outros foram adaptados:

### Locais de competição

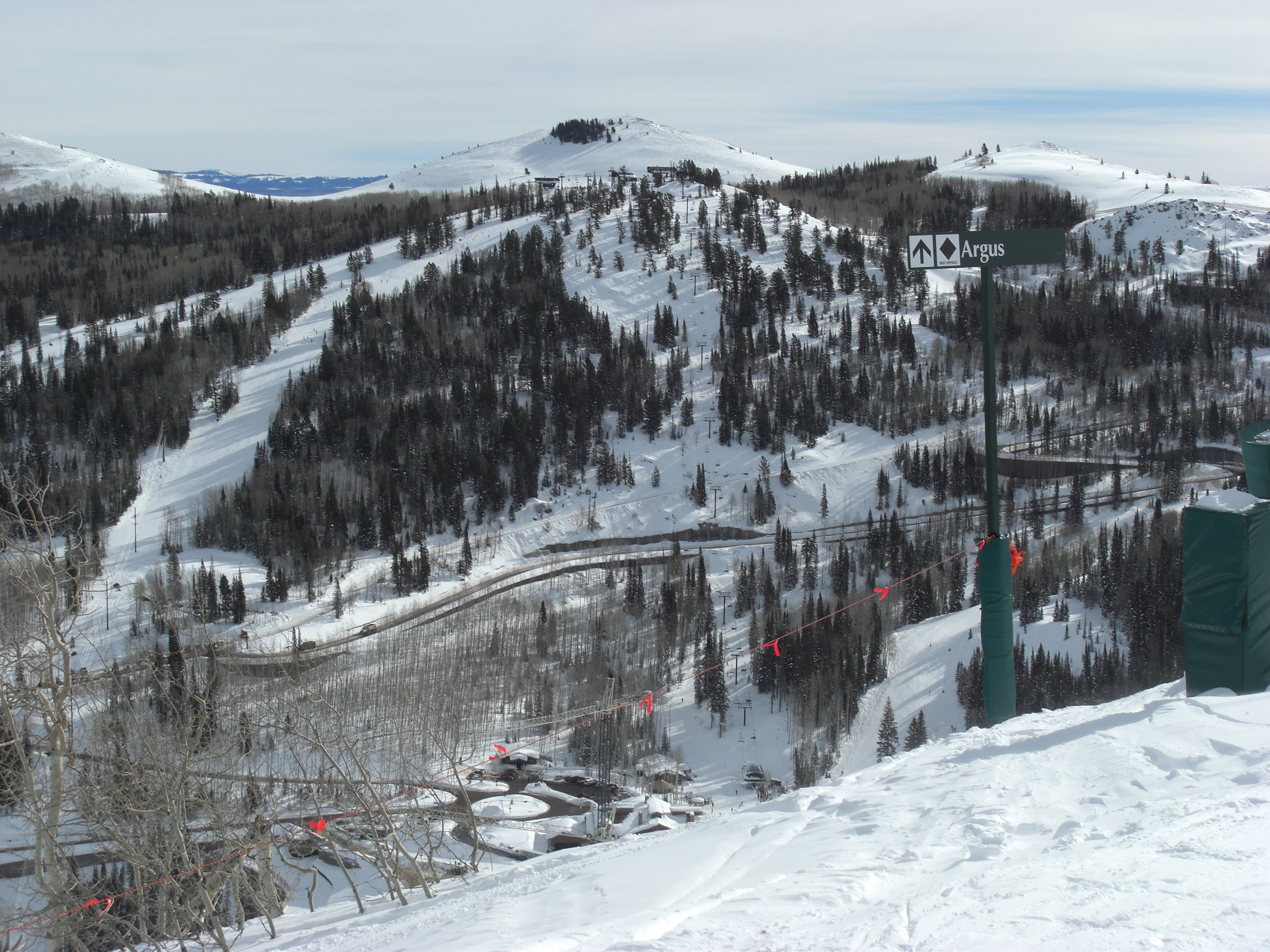
Deer Valley, uma das sedes do esqui

- Deer Valley: o resort na cidade de Park City sediou os eventos de slalom do esqui alpino e os eventos moguls e aerials do esqui estilo livre.[14]
- Parque Olímpico de Utah: também localizado na cidade de Park City, o parque foi a sede do combinado nórdico, dos saltos de esqui, do bobsleigh, do luge e do skeleton.[15][16][17]
- Soldier Hollow: este parque estadual sediou vinte e três eventos do esqui cross country, do combinado nórdico e do biatlo.[18]
- Ice Peaks Arena e E-Center: as duas arenas, localizadas em Provo e West Valley City, receberam os jogos de hóquei no gelo.[19][20]
- Salt Lake Ice Center: chamada assim por restrições de nomes de patrocínio, a arena do Utah Jazz recebeu os eventos das patinações artística e de velocidade em pista curta.[21]
- Park City Mountain Resort: o resort localizado em Park City foi a sede de eventos do esqui alpino e do snowboard.[22]
- Snowbasin Resort: o resort recebeu seis eventos do esqui alpino.[23]
- Utah Olympic Oval: a arena indoor de patinação mais acima do nível do mar no mundo recebeu as provas da patinação de velocidade.[24]
- The Ice Sheet at Ogden: o rinque de patinação localizado em Ogden recebeu as competições do curling.[25]

### Outros locais
- Rice Eccles Stadium: as cerimônias de abertura e de encerramento foram realizadas no estádio da Universidade de Utah que foi adaptado para o evento.[26]
- Vila Olímpica: os prédios residenciais do campus da Universidade de Utah foram usados como Vila Olímpica nos Jogos de Salt Lake City. Vinte prédios acomodaram 3.500 pessoas entre 9 de janeiro e 27 de março (a vila também foi usada durante os Jogos Paralímpicos).[27]
- Quarteirão Olímpico: única estrutura temporária desta edição dos Jogos Olímpicos de Inverno, a praça foi construída em dos estacionamentos vizinhos a Praça do Templo, onde está a sede mundial da Igreja de Jesus Cristo dos Santos dos Últimos Dias, o que foi motivo de diversos constrangimentos por parte dos organizadores e também da opinião pública local, já que o envolvimento da Igreja quebrava diversas cláusulas da Carta Olímpica.[28] Entre 1998 e 1999 foram feitas diversas propostas em outras áreas da cidade, como a área em volta da prefeitura ou então no Parque dos Pioneiros. No entanto, o Comitê Organizador de Salt Lake City 2002 aceitou a oferta da Igreja por três motivos: o primeiro era a localização central do terreno na cidade, o segundo foi o tamanho do terreno cuja área cobria quatro quadras e o terceiro era o de que a Igreja havia assumido todos os custos do projeto somada a missão de transformar o antigo estacionamento em uma área de classe mundial. Em um outro momento, a Igreja também doou uma quantia de mais de 5 milhões de dólares aos organizadores e também se comprometeu a fornecer todos os serviços de tradução.[28] Dentro de seu perímetro também estavam a Super Loja Olímpica, as Vitrines dos Patrocinadores e uma loja temporária do Mc Donald's. A área ainda abrigou diversas instalações artísticas e diversos eventos que variavam de exibições de tradições indígenas a gincanas que envolveram as escolas locais.[29]
- Praça das Medalhas: epicentro do Quarteirão Olímpico tinha uma capacidade aproximada de mais de 20 mil pessoas (sendo 9 mil em pé e outras 11 mil sentadas) que ficavam em volta de um palco central que era "protegido" por uma cortina de metal que ganhou o nome de "Hoberman Arch" e que estava ladeada por dois telões com altura de 9 metros. O palco foi decorado com uma grande versão 3D do logotipo olímpico, que continha uma segunda pira olímpica que era chamada de "Pira dos Heróis". No centro da praça estava localizada uma torre de iluminação/produção de 20 metros de altura. A praça também incluía um prédio de três andares composto por 17 contêineres empilhados que servia de estúdios para a NBC. Além das 50 cerimônias de premiações realizadas, a praça também recebeu um festival de música que incluiu em seu lineup nomes consagrados da música como Dave Matthews Band, Macy Gray, Sheryl Crow, Nelly Furtado, Alanis Morissette e o grupo *NSYNC.[30]
- Centro de Mídia Principal: o centro de imprensa foi instalado no Salt Palace Convention Center, no centro de Salt Lake City. 9.000 jornalistas fizeram uso das instalações durante os jogos.[31]

## Tocha olímpica

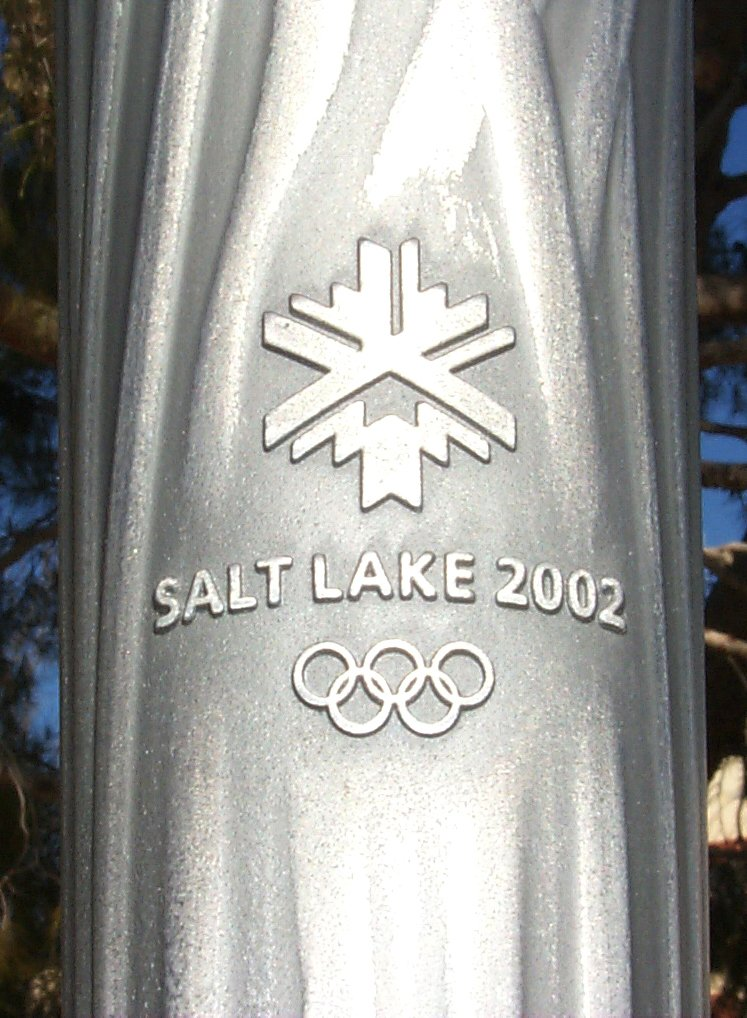
Tocha Olímpica

Seguindo a tradição dos Jogos Olímpicos, a chama olímpica foi acesa nas ruínas da cidade de Olímpia, em uma cerimônia que utilizou um espelho parabólico para refletir os raios solares e gerar a primeira faísca. De Olímpia, a chama seguiu de avião para Atlanta, a última cidade americana a sediar os Jogos Olimpícos até então e ponto de partida da etapa local do revezamento.
Durante 65 dias, mais de 11.000 pessoas participaram do revezamento da tocha, que percorreu 46 dos cinquenta estados americanos. A tocha encerrou sua jornada na Cerimônia de Abertura dos Jogos, quando foi usada pela equipe americana de hóquei no gelo campeã olímpica em Lake Placid 1980 (em episódio conhecido Milagre no Gelo) para acender a pira olímpica.
A tocha, desenhada em formato de estalactite, foi confeccionada com vidro (simbolizando o inverno e o gelo), prata (envelhecida, representando a corrida para o oeste americano, e polida, representando o coração e a velocidade dos atletas) e cobre (simbolizando o fogo, a paixão e a história de Utah).

## Países participantes

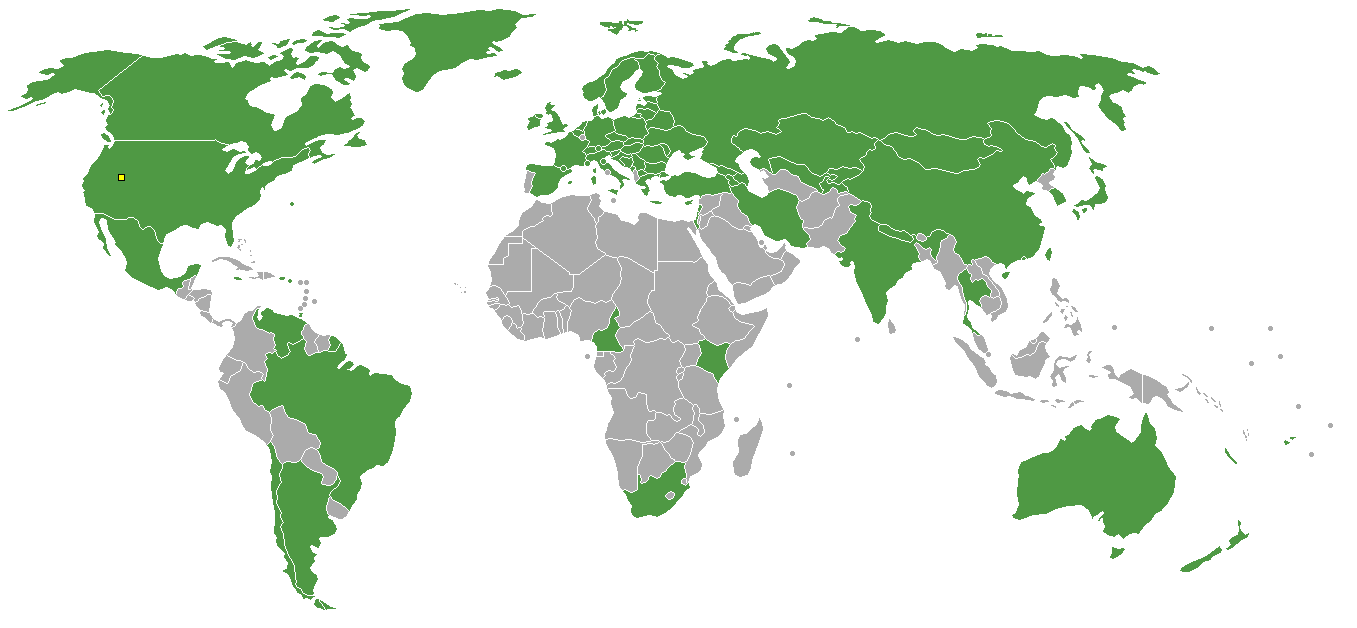
Mapa dos países participantes (em verde)

Participaram dos Jogos Olímpicos 78 nações das cinco federações continentais filiadas ao COI.
Camarões, Hong Kong, Nepal, Tajiquistão e Tailândia estrearam em Jogos Olímpicos de Inverno. Costa Rica, Fiji e San Marino retornaram aos Jogos após não ter participação da edição anterior, em Nagano.
| Lista de países participantes |
| --- |
| Na lista abaixo, o número entre parênteses indica o número de atletas por cada nação nos Jogos: - RSA África do Sul (1) - GER Alemanha (157) - AND Andorra (3) - ARG Argentina (11) - ARM Armênia (9) - AUS Austrália (27) - AUT Áustria (90) - AZE Azerbaijão (4) - BEL Bélgica (6) - BER Bermudas (1) - BLR Bielorrússia (64) - BIH Bósnia e Herzegovina (2) - BRA Brasil (10) - BUL Bulgária (23) - CMR Camarões (1) - CAN Canadá (150) - KAZ Cazaquistão (50) - CHI Chile (6) - CHN China (66) - CYP Chipre (1) - KOR Coreia do Sul (48) - CRC Costa Rica (1) - CRO Croácia (14) - DEN Dinamarca (11) - SVK Eslováquia (49) - SLO Eslovênia (40) - ESP Espanha (7) - USA Estados Unidos (202) - EST Estônia (17) - FIJ Fiji (1) - FIN Finlândia (98) - FRA França (114) - GEO Geórgia (4) - GBR Grã-Bretanha (49) - GRE Grécia (10) - HKG Hong Kong (2) - HUN Hungria (25) - ISV Ilhas Virgens Americanas (8) - IND Índia (1) - IRI Irã (2) - IRL Irlanda (6) - ISL Islândia (6) - ISR Israel (5) - ITA Itália (112) - YUG Iugoslávia (6) - JAM Jamaica (2) - JPN Japão (103) - LAT Letônia (47) - LIB Líbano (2) - LIE Liechtenstein (8) - LTU Lituânia (8) - MEX México (3) - MDA Moldávia (5) - MON Mônaco (5) - MGL Mongólia (4) - NEP Nepal (1) - NOR Noruega (77) - NZL Nova Zelândia (10) - NED Países Baixos (27) - POL Polônia (27) - PUR Porto Rico (2) - KEN Quênia (1) - KGZ Quirguistão (2) - CZE República Checa (76) - MKD República da Macedônia (2) - ROU Romênia (21) - RUS Rússia (151) - SMR San Marino (1) - SWE Suécia (102) - SUI Suíça (110) - THA Tailândia (1) - TPE Taipé Chinês (6) - TJK Tajiquistão (1) - TRI Trinidad e Tobago (2) - TUR Turquia (3) - UKR Ucrânia (68) - UZB Uzbequistão (6) - VEN Venezuela (4) |

## Modalidades

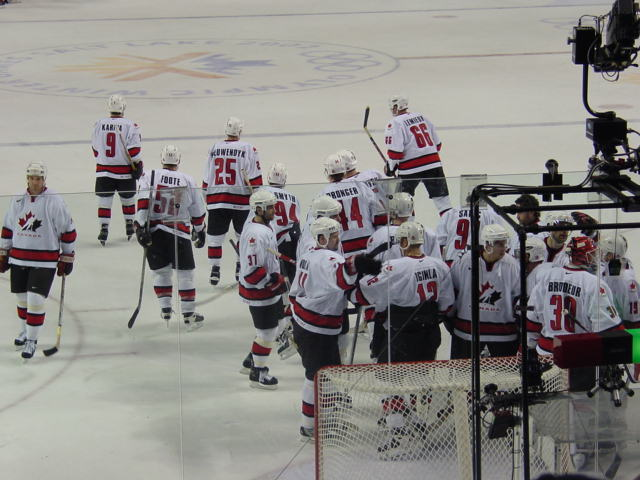
Equipe canadense medalha de ouro no Hóquei no gelo masculino

O programa de Salt Lake City 2002 foi expandido em relação a Nagano 1998:
- Skeleton: o esporte voltou ao programa olímpico 54 anos depois da sua última aparição, em St. Moritz 1948.
- Patinação de velocidade em pista curta: foram incluídas as provas masculina e feminina de 1.500 metros.
- Combinado nórdico: a prova de sprint foi disputada pela primeira vez.
- Bobsleigh: foi incluída a prova de duplas femininas.
- Biatlo: dois eventos de perseguição foram incluídos, os 12,5 km no masculino e os 10 km no feminino.
- Esqui cross-country: esta modalidade sofreu uma reformulação completa para os Jogos de 2002. As distâncias e o tipo de disputa (clássico, perseguição, estilo livre, revezamento, largada coletiva e sprint) foram revistos, fazendo com que o total de provas passasse de dez para doze.

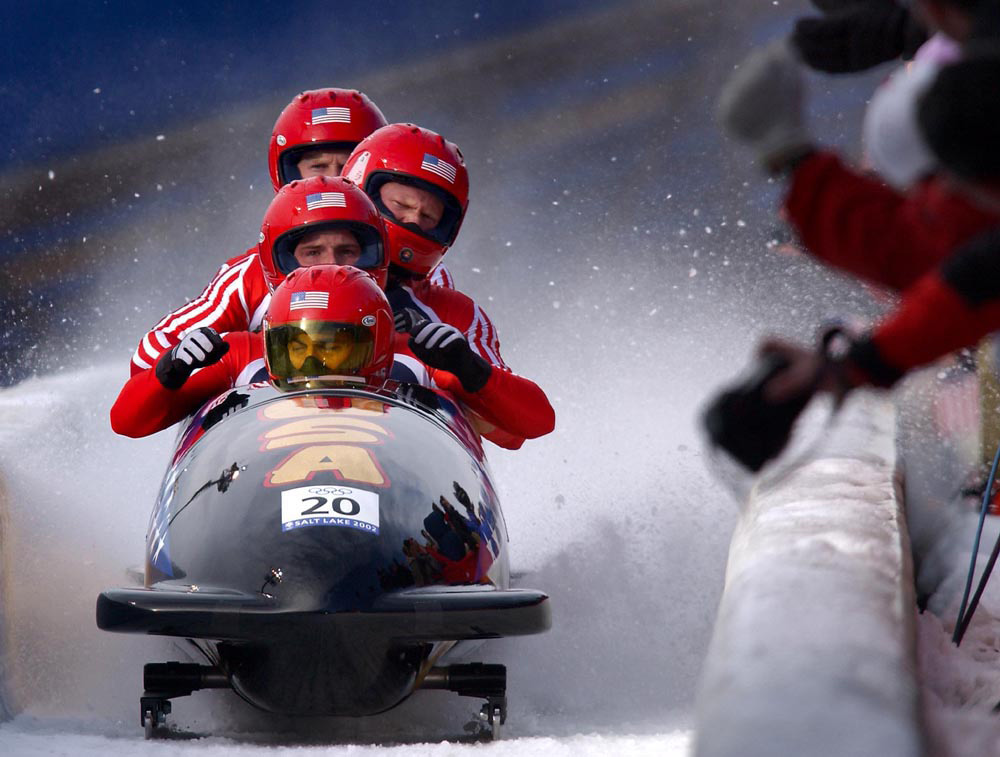
Equipe USA-2 do bobsleigh, medalha de bronze.

Abaixo, a lista das quinze modalidades que foram disputadas nos Jogos (entre parêntesis, o número de eventos da modalidade).
| - Biatlo (8) - Bobsleigh (3) - Combinado nórdico (3) - Curling (2) - Esqui alpino (10) - Esqui cross-country (12) - Esqui estilo livre (4) - Hóquei no gelo (2) | - Luge (3) - Patinação artística (4) - Patinação de velocidade (10) - Patinação de velocidade em pista curta (8) - Salto de esqui (3) - Skeleton (2) - Snowboard (4) |

## Calendário
As caixas em azul representam uma competição, ou um evento qualificatório em determinada data. As caixas em amarelo representam um dia de competição valendo medalha. O número dentro das caixas amarelas representa a quantidade de finais no dia. A coluna T representa o total de finais do esporte.
| ● | Cerimônia de abertura | ● | Competições | ● | Finais de competições | ● | Cerimônia de encerramento |

| Agosto                                 | 8 | 9 | 10 | 11 | 12 | 13 | 14 | 15 | 16 | 17 | 18 | 19 | 20 | 21 | 22 | 23 | 24 | T  |
| -------------------------------------- | - | - | -- | -- | -- | -- | -- | -- | -- | -- | -- | -- | -- | -- | -- | -- | -- | -- |
| Cerimônias                             | ● |   |    |    |    |    |    |    |    |    |    |    |    |    |    |    | ●  |    |
| Biatlo                                 |   |   |    | 2  |    | 2  |    |    | 2  |    |    |    | 2  |    |    |    |    | 8  |
| Bobsleigh                              |   |   |    |    |    |    |    |    |    | 1  |    | 1  |    |    |    | 1  |    | 3  |
| Combinado nórdico                      |   |   | 1  |    |    |    |    |    |    | 1  |    |    |    |    | 1  |    |    | 3  |
| Curling                                |   |   |    |    |    |    |    |    |    |    |    |    |    | 1  | 1  |    |    | 2  |
| Esqui alpino                           |   |   | 1  |    | 1  | 1  | 1  |    | 1  | 1  |    |    | 1  | 1  | 1  | 1  |    | 10 |
| Esqui cross-country                    |   | 2 |    |    | 2  |    | 1  | 1  |    | 1  |    | 2  |    | 1  |    | 1  | 1  | 12 |
| Esqui estilo livre                     |   | 1 |    | 1  |    |    |    |    |    |    | 1  | 1  |    |    |    |    |    | 4  |
| Hóquei no gelo                         |   |   |    |    |    |    |    |    |    |    |    |    |    | 1  |    |    | 1  | 2  |
| Luge                                   |   |   |    | 1  |    | 1  |    | 1  |    |    |    |    |    |    |    |    |    | 3  |
| Patinação artística                    |   |   |    | 1  |    |    | 1  |    |    |    | 1  |    |    | 1  |    |    |    | 4  |
| Patinação de velocidade                |   | 1 | 1  |    | 1  |    | 1  |    | 1  | 1  |    | 1  | 1  |    | 1  | 1  |    | 10 |
| Patinação de velocidade em pista curta |   |   |    |    |    | 1  |    |    | 2  |    |    |    | 2  |    |    | 3  |    | 8  |
| Salto de esqui                         |   |   | 1  |    |    | 1  |    |    |    |    | 1  |    |    |    |    |    |    | 3  |
| Skeleton                               |   |   |    |    |    |    |    |    |    |    |    |    | 2  |    |    |    |    | 2  |
| Snowboard                              |   |   | 1  | 1  |    |    |    | 2  |    |    |    |    |    |    |    |    |    | 4  |
| Finais                                 | - | 4 | 5  | 6  | 4  | 6  | 4  | 4  | 6  | 5  | 3  | 5  | 8  | 5  | 4  | 7  | 2  | 78 |

## Fatos e destaques
- Os Jogos de Salt Lake City foram a primeira edição de Jogos Olímpicos após os atentados de 11 de setembro de 2001. Em homenagem às vítimas, uma bandeira dos Estados Unidos que foi encontrada nos escombros do World Trade Center foi conduzida pelo estádio na cerimônia de abertura.[40]
- Pela primeira vez os Jogos Olímpicos foram realizados sob a presidência de Jacques Rogge no COI. O belga havia assumido o cargo no ano anterior.[41]
- Dois atletas se tornaram os primeiros da história a conquistar todas as medalhas de ouro possíveis em uma mesma edição de Jogos Olímpicos em seus esportes. Enquanto Ole Einar Bjørndalen, da Noruega, venceu as quatro provas do biatlo,[42] Samppa Lajunen, da Finlândia, conquistou as três provas do combinado nórdico.[43]
- A Estônia conquistou sua primeira medalha olímpica em Jogos de Inverno nesta edição. Andrus Veerpalu venceu os 15 km do esqui cross-country.[44]

- Janica Kostelić conquistou quatro medalhas (três de ouro e uma de prata) no esqui alpino. Foram as primeiras da Croácia em uma edição de Jogos Olímpicos de Inverno.[45]
- A Austrália conquistou suas duas primeiras medalhas de ouro em Jogos Olímpicos de Inverno em Salt Lake City. Steven Bradbury, da patinação de velocidade em pista curta, e Alisa Camplin, do esqui estilo livre, venceram as provas de 1.000m[46] e Aerials,[47] respectivamente, e se tornaram os primeiros campeões olímpicos de inverno da Austrália e do hemisfério sul.
- A China entrou para o grupo dos países com campeões olímpicos de inverno nesta edição dos Jogos. Yang Yang (A) conquistou duas medalhas de ouro na patinação de velocidade.[48]
- Retornando ao pódio após cinquenta anos,[49] a equipe canadense conquistou a medalha de ouro do hóquei no gelo masculino, vencendo os Estados Unidos na final.[50] Dias antes, a equipe feminina também foi medalhista de ouro, vencendo também a equipe americana,[51] em uma revanche da final de quatro anos antes.

## Polêmicas
Além da polêmica envolvendo a candidatura de Salt Lake City, outros dois aspectos geraram discussões:

### Escândalo na arbitragem da patinação artística
Na competição de duplas da patinação artística, os representantes da Rússia (Elena Berezhnaya e Anton Sikharulidze) e do Canadá (Jamie Salé e David Pelletier), eram considerados os favoritos à conquista do ouro. Especialistas apontaram a performance russa mais difícil, porém contendo mais erros (incluindo um grave no último passo), e a vitória canadense era dada pelos comentaristas e pelo público como certa. O público, aparentemente, incentivava a vitória da dupla. Com o anúncio das notas, a vitória ficou com a dupla russa. Comentaristas imediatamente contestaram a decisão, dizendo que era impossível para Berezhnaya e Sikharulidze vencer Salé e Pelletier.
Os árbitros da Rússia, da Polônia, da China, da Ucrânia e da França haviam dado notas melhores para os russos. Os árbitros dos Estados Unidos, do Canadá, da Alemanha e do Japão haviam escolhido os canadenses. Quase que imediatamente, suspeitas de manipulação recaíram sobre a árbitra francesa, Marie-Reine Le Gougne. Posteriormente, Le Gougne revelou que foi coagida pelo chefe da federação francesa, Didier Gailhaguet, a colocar a dupla russa em primeiro lugar. Esse ato faria parte de um esquema para beneficiar a dupla francesa na final da dança no gelo, que seria realizada alguns dias depois.
A reação no Canadá e nos Estados Unidos foi de revolta. O sentimento em relação aos russos, entretanto, era de que eles não poderiam ser punidos pelos atos de um único árbitro. A União Internacional de Patinação (ISU) e o Comitê Olímpico Internacional decidiram, então, banir Marie-Reine Le Gougne das competições, elevar a dupla canadense ao primeiro lugar e manter a dupla russa com a medalha de ouro, já que não foi provada a participação dela no caso.Uma nova cerimônia de premiação foi realizada, com o hasteamento das bandeiras da Rússia e do Canadá no mesmo nível, para lamento da dupla russa. Nenhuma dupla herdou a medalha de prata.

### Ufanismo
Apesar do apoio dado aos Estados Unidos em virtude dos atentados terroristas de 11 de setembro do ano anterior, surgiram críticas ao ufanismo com que os americanos se portaram durante os Jogos.
Em virtude do excesso de segurança, os Jogos foram considerados por comentaristas uma resposta a Osama Bin Laden, simbolizando o poder de reerguimento do povo americano, mesmo após uma tragédia como a do dia 11 de setembro de 2001.
O presidente George W. Bush também foi criticado, por conta de quebras de protocolo, inclusive da Carta Olímpica. Na cerimônia de abertura, por exemplo, além de ter feito a declaração oficial de abertura em meio aos atletas americanos (já que não havia uma tribuna de honra no estádio), Bush prolongou o tradicional texto dito pelo chefe de Estado do país anfitrião, ao dizer "Em nome de uma nação orgulhosa, determinada e grata" antes do tradicional "declaro abertos os Jogos de Salt Lake City, celebrando os Jogos Olímpicos de Inverno".

## Quadro de medalhas
Para o quadro completo, veja Quadro de medalhas dos Jogos Olímpicos de Inverno de 2002
| Ordem                                                                         | País               | Medalha de ouro | Medalha de prata | Medalha de bronze |    |
| ----------------------------------------------------------------------------- | ------------------ | --------------- | ---------------- | ----------------- | -- |
| 1                                                                             | NOR Noruega        | 13              | 5                | 7                 | 25 |
| 2                                                                             | GER Alemanha       | 12              | 16               | 8                 | 36 |
| 3                                                                             | USA Estados Unidos | 10              | 13               | 11                | 34 |
| 4                                                                             | CAN Canadá         | 7               | 3                | 7                 | 17 |
| 5                                                                             | RUS Rússia         | 5               | 4                | 4                 | 13 |
| 6                                                                             | FRA França         | 4               | 5                | 2                 | 11 |
| 7                                                                             | ITA Itália         | 4               | 4                | 5                 | 13 |
| 8                                                                             | FIN Finlândia      | 4               | 2                | 1                 | 7  |
| 9                                                                             | NED Países Baixos  | 3               | 5                |                   | 8  |
| 10                                                                            | AUT Áustria        | 3               | 4                | 10                | 17 |
| O Brasil, que era o único país lusófono participante, não conseguiu medalhas. |                    |                 |                  |                   |    |